# まじばんch
日本のアイドル音楽グループ。2014年に結成。

## 概要
動画投稿サイトで出会い結成された音楽グループ。
メンバーは、しーた、 もいしゃん、ななか、のらくら。

自主活動を経て、2018年1月より事務所加入。

## 略歴

### 2016年
- 4月ひかり加入。

### 2017年
- 8月ひかり脱退。

### 2019年
- 参加メンバー募集開始。
- 8月かりん加入。

### 2020年
- 2月14日、無期限休止[1]

### 旧メンバー
| 名前   | よみ   |
| ------ | ------ |
| みほみ | みほみ |
| ひかり | ひかり |